# يوسف سعيد (لاعب كرة قدم إماراتي)
يوسف سعيد (مواليد 4 سبتمبر 1994، لاعب كرة قدم إماراتي دولي يجيد اللعب في الجناح الأيمن .

## مسيرة اللاعب
لعب مع نادي الشارقة ونادي حتا ونادي البطائح ونادي الحمرية.

## روابط خارجية
- يوسف سعيد على موقع Soccerway.com (الإنجليزية)